# 이타바시정
이타바시정(일본어: 板橋町)은 도쿄부 기타토시마군에 존재했던 정이다. 1889년에 시정촌제 시행에 의해 탄생했으며. 기타토시마군 군청의 소재지이기도 했다. 현재의 이타바시구 남동부에 해당한다.

## 역사
- 1889년 4월 1일 - 시정촌제 시행에 의해 이타바시정이 성립하였다.
- 1932년 10월 1일 - 기타토시마군이 도쿄시에 편입되어 이타바시구가 되었다.

## 교통

### 철도
- 일본철도→국철 야마노테선
- 도조철도→도부 철도 도조 본선

## 참고문헌
- 交詢社編『日本紳士録 第18版』交詢社、1913年。
- 人事興信所編『人事興信録 第7版』人事興信所、1925年。
- 交詢社編『日本紳士録 第37版附録 多額納税者名簿』交詢社、1933年。
- 交詢社編『日本紳士録 第38版』交詢社、1934年。
- 交詢社編『日本紳士録 第40版』交詢社、1936年。
- 交詢社編『日本紳士録 第41版』交詢社、1937年。
- 交詢社編『日本紳士録 第46版』交詢社、1942年。
- 北豊島郡農会編『北豊島郡誌』北豊島郡農会、大正7年11月10日発行、1979年（昭和54年）9月25日復刻版発行。